# Mât WTVM/WRBL/WVRK
Le mât WTVM/WRBL/WVRK (appelé aussi Ray-com Media Tower Cusseta) est une tour de transmission de 533 mètres située à Cusseta, dans le Comté de Chattahoochee en Géorgie aux États-Unis et qui fut de 1962 à 1963 la plus haute structure du monde.